# Sécurité sociale aux Pays-Bas
La Sécurité sociale aux Pays-Bas est composée du régime d'assurances nationales (volksverzekeringen) et du régime d'assurances pour les salariés (werknemersverzekeringen). La protection sociale y est sous la tutelle du Ministère des affaires sociales et de l'emploi et du Ministère de la santé, du bien-être et des sports et son organisation est confiée à la Banque des assurances sociales, l'Institut de gestion des assurances pour les travailleurs salariés, aux compagnies d'assurances privées, supervisées par l'Autorité néerlandaise des soins de santé, et aux services sociaux municipaux.

## Assurance maladie
En cas d'arrêt maladie le taux de remplacement du maintien de salaire est compris entre 70 et 100% pour une durée maximale de deux ans.

## Protection sociale
De nombreuses allocations existent : 
- Allocations familiales
- Budget personnalisé pour enfant à charge[3]
- Indemnité pour garde d’enfants[4]
- Soins obstétriques[5]
- Soins de maternité
- Allocation de grossesse et d'accouchement
- Congé de naissance
- Régime de prestations de maternité pour les travailleuses indépendantes
- Congé parental
- Congé pour adoption ou accueil
- Soins de santé[3]
- Soins de longue durée
- Allocations d'incapacité de travail
- Salaire garanti en cas d'accidents de travail ou de maladies professionnelles
- Salaire garanti et allocations en cas de maladie
- Pension de vieillesse
- Allocations pour les survivants
- Chômage

## Financement
Le financement du système repose principalement sur les cotisations sociales,.